# Adrianus Djajasepoetra
Adrianus Djajasepoetra SJ (* 12. März 1894 in Yogyakarta, Niederländisch-Indien; † 10. Juli 1979 in Semarang, Jawa Tengah) war ein indonesischer Ordensgeistlicher und römisch-katholischer Erzbischof, der unter anderem zwischen 1961 und 1970 Erzbischof von Jakarta war.

## Leben

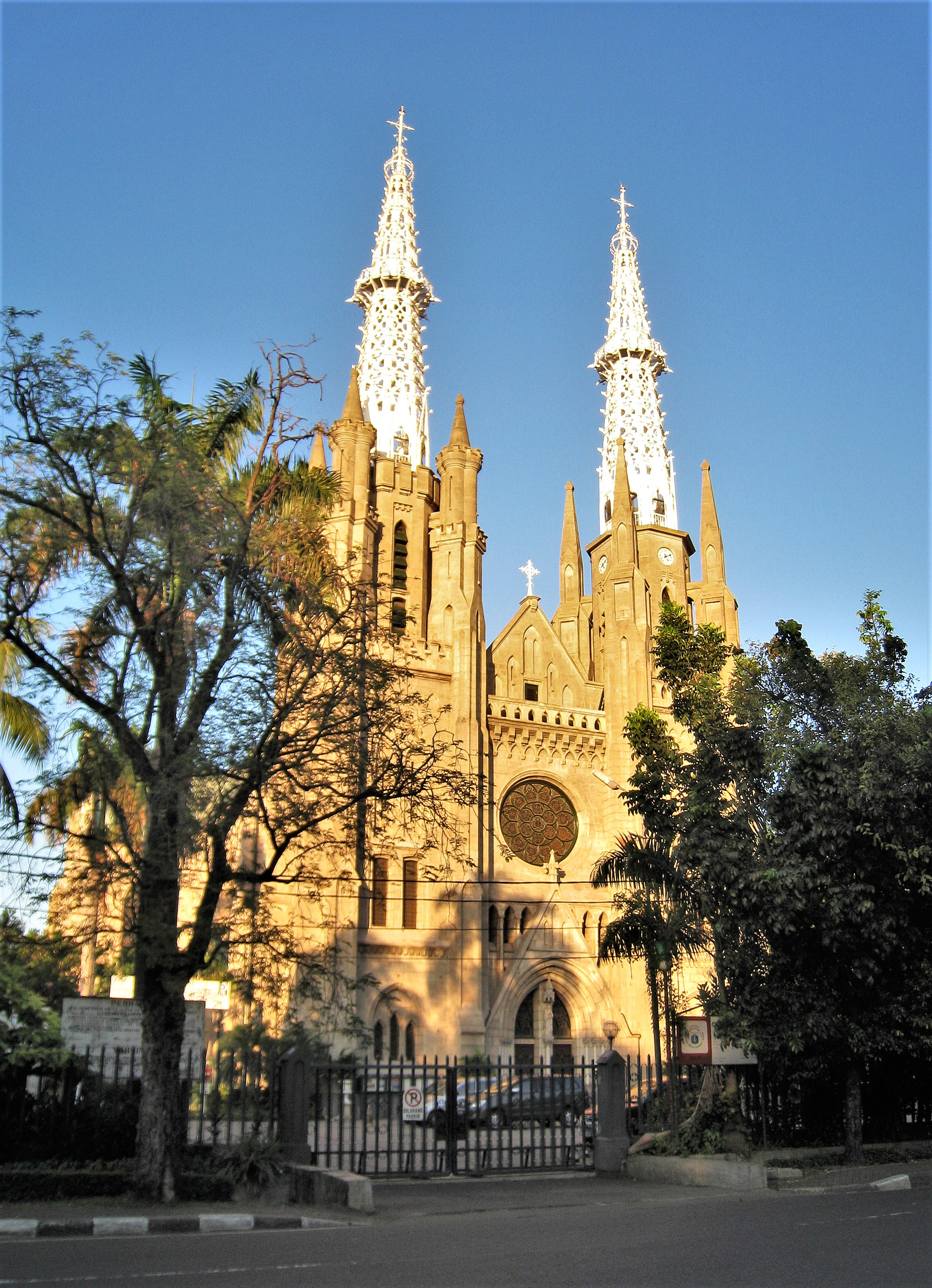
Die Kathedrale von Jakarta, Sitz des Erzbischofs von Jakarta.

Adrianus Djajasepoetra begann 1919 ein Studium der Katholischen Theologie am Jesuiten-Kolleg von Maastricht in den Niederlanden und empfing am 15. August 1941 die Priesterweihe als Priester der Jesuiten (Societas Jesu), die aus einem Freundeskreis um Ignatius von Loyola entstand und am 27. September 1540 päpstlich anerkannt wurde. Während der japanischen Besetzung Niederländisch-Indiens im Zweiten Weltkrieg befand er sich zwischen 1943 und 1945 in einem Internierungslager in Batavia.
Am 18. Februar 1953 wurde er als Nachfolger von Peter Johannes Willekens zum Apostolischen Vikar von Djakarta ernannt. Zugleich erfolgte am 18. Februar 1953 als Nachfolger von Joannes Walter Panis MSC seine Ernennung zum Titularbischof von Trisipa. Als solcher empfing er am 23. April 1953 von Georges-Marie-Joseph-Hubert-Ghislain de Jonghe d’Ardoye MEP, dem Titularerzbischof von Misthia, die Bischofsweihe, an der der Titularbischof von Danaba Albert Soegijapranata SJ und der Titularbischof von Stectorium Pierre Marin Arntz OSC als Co-Konsekratoren teilnahmen.
Am 3. Januar 1961 wurde Adrianus Djajasepoetra schließlich zum ersten Erzbischof von Jakarta ernannt und bekleidete dieses Amt bis zu seinem Rücktritt am 21. Mai 1970, woraufhin Leo Soekoto seine Nachfolge antrat. In dieser Zeit war er während der ersten Sitzungsperiode (11. Oktober bis 8. Dezember 1962), der zweiten Sitzungsperiode (29. September bis 4. Dezember 1963), der dritten Sitzungsperiode (14. September bis 21. November 1964) sowie der vierten Sitzungsperiode (14. September bis 8. Dezember 1965) Konzilsvater des Zweiten Vatikanischen Konzils. Am Tage seines Rücktritts als Erzbischof von Jakarta wurde er am 21. Mai 1970 zum ersten Titularbischof von  Volsinium ernannt. Von diesem Amt trat er am 10. Juli 1976 zurück, woraufhin Nicolas Eugene Walsh, Weihbischof von Seattle, seine Nachfolgte antrat.
Adrianus Djajasepoetra spendete die Bischofsweihe an Paternus Nicholas Joannes Cornelius Geise OFM (6. Januar 1962), an Gabriel Sillekens CP (17. Juni 1962) sowie an Theodorus Lumanauw (22. September 1973). Darüber hinaus wirkte er als Co-Konsekrator an den Bischofsweihen von Jan Antonius Klooster CM (1. Mai 1953), Andreas Peter Cornelius Sol MSC (25. Februar 1964), Justinus Darmojuwono (6. April 1964) sowie seines Nachfolgers als Erzbischof von Jakarta Leo Soekoto SJ (15. August 1970) mit.

## Hintergrundliteratur
- Karel A. Steenbrink: Catholics in Indonesia, 1808–1942: A Documented History, S. 383, 542, KITLV Press, 2003, ISBN 9-0671-8260-5 (Online-Version)
- Karel A. Steenbrink: Catholics in Independent Indonesia: 1945–2010, S. 59, 488, BRILL, 2015, ISBN 9-0042-8542-3 (Online-Version)